# Gryfino
Gryfino é um município da Polônia, na voivodia da Pomerânia Ocidental e no condado de Gryfino. Estende-se por uma área de 9,58 km², com 21 393 habitantes, segundo os censos de 2017, com uma densidade de 2233,1 hab/km².